# Virgilijus Bulovas
Virgilijus Vladislovas Bulovas (ur. 6 listopada 1939 w Kownie, zm. 19 lutego 2024 tamże) – litewski inżynier, polityk, dyplomata, minister spraw wewnętrznych w latach 1996 i 2003–2004.

## Życiorys
W 1960 ukończył studia na wydziale elektrotechnicznym Kowieńskiego Instytutu Politechnicznego). W latach 1975–1976 odbywał staż na Uniwersytecie Pensylwanii i Uniwersytecie Kalifornijskim. Pracował na macierzystej uczelni w Kownie jako pracownik naukowy i dydaktyczny. W latach 1960–1975 pełnił kolejno funkcje: asystenta, starszego wykładowcy i prodziekana wydziału automatyki i technik obliczeniowych. Od 1976 pracował na stanowisku docenta. W latach 1988–1992 pełnił funkcję dziekana jednego z wydziałów.
W 1992 został wybrany do Sejmu jako kandydat Litewskiej Demokratycznej Partii Pracy. W 1993 stał na czele delegacji Republiki Litewskiej ds. negocjacji z Federacją Rosyjską, a w latach 1994–1995 kierował grupą roboczą ds. negocjacji z krajami Wspólnoty Niepodległych Państw. W 1993 otrzymał rangę ambasadora nadzwyczajnego i pełnomocnego.
23 lutego 1996 został mianowany na stanowisko ministra spraw wewnętrznych. Funkcję tę pełnił do 4 grudnia 1996. W lutym 1997 objął funkcję doradcy ministra spraw zagranicznych. W latach 1997–2001 był ambasadorem Republiki Litewskiej w Kazachstanie. W 2001 powrócił do pracy w resorcie spraw wewnętrznych, obejmując stanowisko wiceministra. Od maja 2002 do maja 2003 był sekretarzem ministerstwa. 12 maja 2003 otrzymał nominację na stanowisko ministra, które zajmował do 14 grudnia 2004. Później pełnił funkcję wiceministra, a następnie doradcy ministra spraw wewnętrznych.